# 李升培
李升培（1879年？—20世纪？），字子栽，浙江省吴兴县人，清末民国官员。

## 生平
光绪二十九年（1903年）癸卯科举人。毕业于民政部高等巡警学堂简易科。历任北京外城巡警总厅司法处科员、警官、民政部佥事、内阁中书等。1912年，朱璞、祝书元、韩宝贤、朱承杰、萧增炜、洪百鎏、汤纶、惠恩济、龚守仁、王郁睽、林昇、范桐茂、李升培、罗兆凤、李德铨、定耀、张孝慈、冯凤鸣、王绍祖等19人作为发起员在北京发起成立俭德会。此后李升培曾任京师警政厅佥事、科长。1913年，任北洋政府京师检察厅行政处长。1914年任京师检察厅司法处长。1915年起，任内务部佥事、内务部警政司第四科科长等职。
1927年，时任内务部礼俗司司长的李升培负责从故宫博物院接收太庙及堂子。1928年6月4日，李升培被任命为代理京兆尹。随着北伐成功，他很快便失去该职务。
1929年4月28日至1929年8月29日，他曾任杭州市公安局局长。1938年中华民国临时政府山西省公署成立，李升培任秘書長。此后他还曾任代理华北政务委员会教育总社秘书主任等职。

## 著作
- 李升培编，京师孔庙纪略，北京：内务部礼俗司，1928年
- 李升培编，先农坛古迹纪略，北京：内务部礼俗司，1928年
- 李升培编，天坛古迹纪略，北京：内务部礼俗司，1928年